# Black Widow (album)
Black Widow – piąty album studyjny amerykańskiego zespołu muzycznego In This Moment. Wydawnictwo ukazało się 17 listopada 2014 roku nakładem wytwórni muzycznej Atlantic Records. Nagrania zostały zarejestrowane w The Hideout Recording Studio w Las Vegas we współpracy z producentem muzycznym Kevinem Churko, znanym m.in. ze współpracy z takimi wykonawcami jak: Ozzy Osbourne, Papa Roach i Five Finger Death Punch.
Album dotarł do 8. miejsca listy Billboard 200 w Stanach Zjednoczonych sprzedając się w przeciągu tygodnia od dnia premiery w nakładzie 36 tys. egzemplarzy.

## Lista utworów
Opracowano na podstawie materiału źródłowego.
| Edycja podstawowa | Edycja podstawowa                              | Edycja podstawowa                                                         | Edycja podstawowa |
| Nr                | Tytuł utworu                                   | Autorzy                                                                   | Długość           |
| ----------------- | ---------------------------------------------- | ------------------------------------------------------------------------- | ----------------- |
| 1.                | „The Infection”                                | Maria Brink, Kevin Churko, Chris Howorth                                  | 1:49              |
| 2.                | „Sex Metal Barbie”                             | Brink, Churko, Howorth                                                    | 4:22              |
| 3.                | „Big Bad Wolf”                                 | Brink, Churko, Howorth                                                    | 5:12              |
| 4.                | „Dirty Pretty”                                 | Brink, Churko, Howorth                                                    | 4:07              |
| 5.                | „Black Widow”                                  | Brink, Churko, Howorth                                                    | 4:58              |
| 6.                | „Sexual Hallucination” (featuring Brent Smith) | Brink, Churko, Howorth                                                    | 6:18              |
| 7.                | „Sick Like Me”                                 | Brink, Churko, Howorth, Mitchell Ray Marlow                               | 5:00              |
| 8.                | „Bloody Creature Poster Girl”                  | Brink, Kane Churko, Churko, Howorth                                       | 4:20              |
| 9.                | „The Fighter”                                  | Brink, Howorth, Churko, Nick Helbling a.k.a. Nikka Bling, Michael Spadoni | 4:52              |
| 10.               | „Bones”                                        | Brink, Churko, Churko, Howorth                                            | 4:30              |
| 11.               | „Natural Born Sinner”                          | Brink, Churko, Howorth                                                    | 5:09              |
| 12.               | „Into the Darkness”                            | Brink, Churko, Howorth                                                    | 2:52              |
| 13.               | „Out of Hell”                                  | Brink, Churko, Howorth                                                    | 6:34              |
|                   |                                                |                                                                           | 1:00:03           |

| Edycja japońska | Edycja japońska                                | Edycja japońska                                                           | Edycja japońska |
| Nr              | Tytuł utworu                                   | Autorzy                                                                   | Długość         |
| --------------- | ---------------------------------------------- | ------------------------------------------------------------------------- | --------------- |
| 1.              | „The Infection”                                | Maria Brink, Kevin Churko, Chris Howorth                                  | 1:49            |
| 2.              | „Sex Metal Barbie”                             | Brink, Churko, Howorth                                                    | 4:22            |
| 3.              | „Big Bad Wolf”                                 | Brink, Churko, Howorth                                                    | 5:12            |
| 4.              | „Dirty Pretty”                                 | Brink, Churko, Howorth                                                    | 4:07            |
| 5.              | „Black Widow”                                  | Brink, Churko, Howorth                                                    | 4:58            |
| 6.              | „Sexual Hallucination” (featuring Brent Smith) | Brink, Churko, Howorth                                                    | 6:18            |
| 7.              | „Sick Like Me”                                 | Brink, Churko, Howorth, Mitchell Ray Marlow                               | 5:00            |
| 8.              | „Bloody Creature Poster Girl”                  | Brink, Kane Churko, Churko, Howorth                                       | 4:20            |
| 9.              | „The Fighter”                                  | Brink, Howorth, Churko, Nick Helbling a.k.a. Nikka Bling, Michael Spadoni | 4:52            |
| 10.             | „Bones”                                        | Brink, Churko, Churko, Howorth                                            | 4:30            |
| 11.             | „Natural Born Sinner”                          | Brink, Churko, Howorth                                                    | 5:09            |
| 12.             | „Into the Darkness”                            | Brink, Churko, Howorth                                                    | 2:52            |
| 13.             | „Out of Hell”                                  | Brink, Churko, Howorth                                                    | 6:34            |
| 14.             | „Turn You”                                     | Brink, Churko, Howorth                                                    | 5:27            |
| 15.             | „Rib Cage”                                     | Brink, Churko, Howorth                                                    | 5:06            |
|                 |                                                |                                                                           | 1:10:36         |

| Edycja rozszerzona | Edycja rozszerzona                             | Edycja rozszerzona                                                        | Edycja rozszerzona |
| Nr                 | Tytuł utworu                                   | Autorzy                                                                   | Długość            |
| ------------------ | ---------------------------------------------- | ------------------------------------------------------------------------- | ------------------ |
| 1.                 | „The Infection”                                | Maria Brink, Kevin Churko, Chris Howorth                                  | 1:49               |
| 2.                 | „Sex Metal Barbie”                             | Brink, Churko, Howorth                                                    | 4:22               |
| 3.                 | „Big Bad Wolf”                                 | Brink, Churko, Howorth                                                    | 5:12               |
| 4.                 | „Dirty Pretty”                                 | Brink, Churko, Howorth                                                    | 4:07               |
| 5.                 | „Black Widow”                                  | Brink, Churko, Howorth                                                    | 4:58               |
| 6.                 | „Sexual Hallucination” (featuring Brent Smith) | Brink, Churko, Howorth                                                    | 6:18               |
| 7.                 | „Sick Like Me”                                 | Brink, Churko, Howorth, Mitchell Ray Marlow                               | 5:00               |
| 8.                 | „Bloody Creature Poster Girl”                  | Brink, Kane Churko, Churko, Howorth                                       | 4:20               |
| 9.                 | „The Fighter”                                  | Brink, Howorth, Churko, Nick Helbling a.k.a. Nikka Bling, Michael Spadoni | 4:52               |
| 10.                | „Bones”                                        | Brink, Churko, Churko, Howorth                                            | 4:30               |
| 11.                | „Natural Born Sinner”                          | Brink, Churko, Howorth                                                    | 5:09               |
| 12.                | „Into the Darkness”                            | Brink, Churko, Howorth                                                    | 2:52               |
| 13.                | „Out of Hell”                                  | Brink, Churko, Howorth                                                    | 6:34               |
| 14.                | „Sick Like Me (Motionless in White Remix)”     | Brink, Churko, Howorth, Marlow                                            | 5:38               |
| 15.                | „Big Bad Wolf (Dr. Ozi Remix)”                 | Brink, Churko, Howorth                                                    | 4:22               |
|                    |                                                |                                                                           | 1:10:03            |

## Notowania
| Lista                       | Kraj              | Pozycja |
| --------------------------- | ----------------- | ------- |
| Billboard 200               | Stany Zjednoczone | 8       |
| Billboard Hard Rock Albums  | Stany Zjednoczone | 3       |
| Billboard Tastemaker Albums | Stany Zjednoczone | 21      |
| Billboard Digital Albums    | Stany Zjednoczone | 5       |
| Billboard Top Rock Albums   | Stany Zjednoczone | 4       |
| Billboard Canadian Albums   | Kanada            | 16      |